# Inna Nikolajewna Medwedskaja
Inna Nikolajewna Medwedskaja (russisch Инна Николаевна Медведская; * 11. April 1943 in Chabarowsk) ist eine sowjetisch-russische Iranistin.

## Leben
Inna Medwedskaja studierte an der Universität Leningrad (LGU) in der Historischen Fakultät mit Abschluss 1967 am Lehrstuhl für Archäologie.
Medwedskaja war 1970–1971 Mitarbeiterin der Staatlichen Eremitage. Ab Januar 1972 nahm sie an der Archäologischen Südtadschikischen Expedition teil (bis 1977).
Seit 1972 arbeitet Medwedskaja im Sektor Antiker Osten der Leningrader Abteilung (seit 1991 St. Petersburger Abteilung) des Moskauer Instituts für Orientstudien der Akademie der Wissenschaften der UdSSR (AN-SSSR, seit 1991 Russische Akademie der Wissenschaften (RAN)). Nach der Aspirantur an der Eremitage bei Wladimir Lukonin verteidigte sie 1978 ihre Dissertation über die frühe Geschichte der iranischen Stämme im Iran des letzten Viertels des 2. Jahrtausends v. Chr. mit Erfolg für die Promotion zur Kandidatin der historischen Wissenschaften.
Medwedskaja gehörte 1979–1989 und 2004 zur archäologischen Expedition des Instituts für Geschichte und Archäologie Aserbaidschans in Naxçıvan.
In den 1980er und 1990er Jahren erforschte Medwedskaja die historische Geographie Irans in der Zeit des Neuassyrischen Reichs. Sie klärte die Datierung von Denkmälern und untersuchte den skythischen Einfluss auf die Geschichte Mediens. Sie verteidigte 2007 ihre Doktor-Dissertation über Iran vor den Reichsbildungen im 9.–6. Jahrhundert v. Chr. mit der Geschichte des Meder-Reiches mit Erfolg für die Promotion zur Doktorin der historischen Wissenschaften.